# Брюс (лунный кратер)
Кратер Брюс (лат. Bruce) — маленький ударный кратер находящийся в Заливе Центральный, менее чем в 40 км от центра видимой стороны Луны. Название присвоено в честь известного американского мецената, покровительницы астрономии Кэтрин Вольф Брюс (1816—1900) и утверждено Международным астрономическим союзом в 1935 г.

## Описание кратера

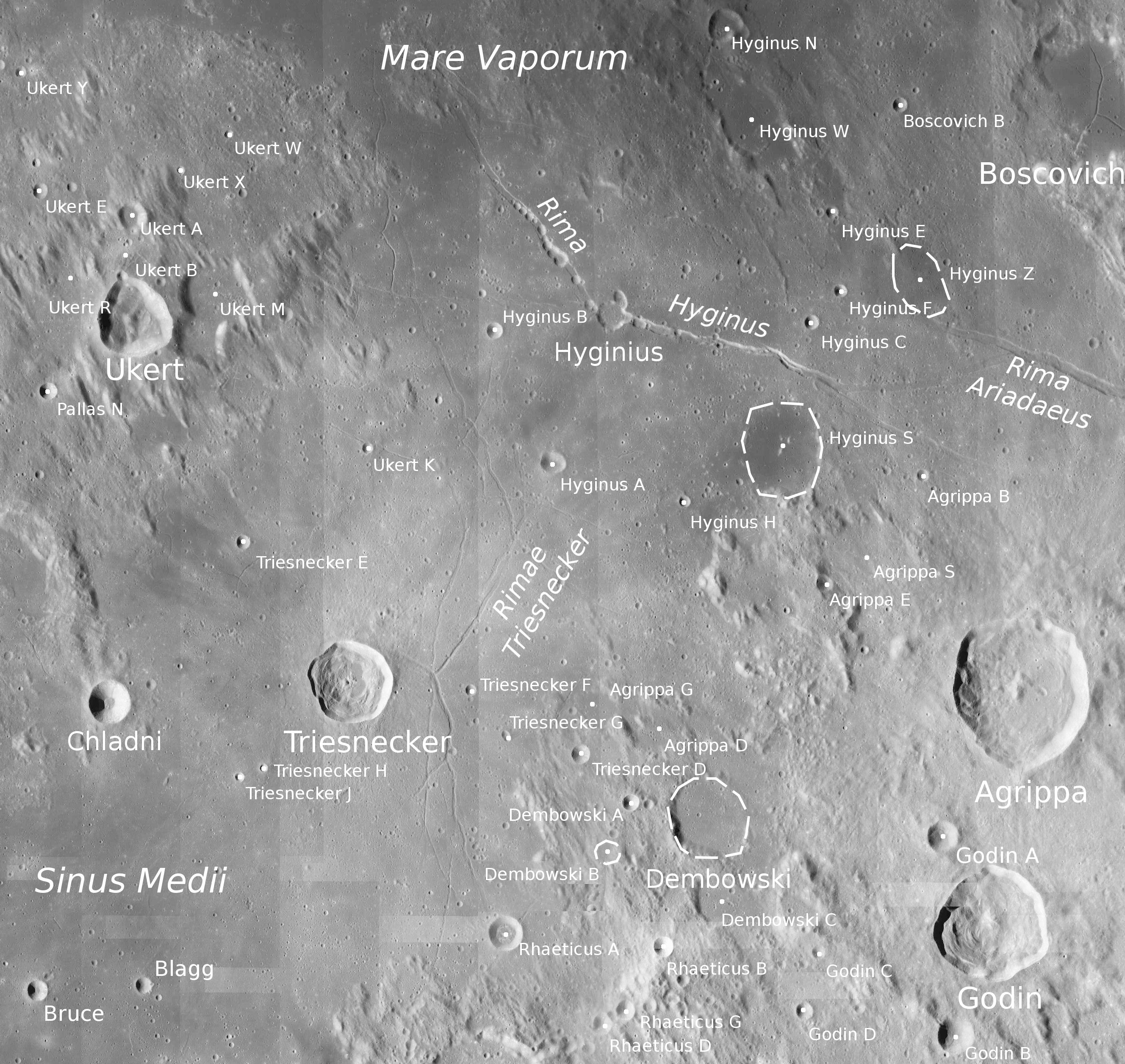
Окрестности кратера Брюс. Снимок зонда Lunar Reconnaissance Orbiter.

Ближайшими соседями кратера являются крупный кратер Мерчисон на севере-северо-западе; небольшой кратер Хладни на севере-северо-востоке; кратер Триснеккер на северо-востоке и маленький кратер Блэгг на востоке. Селенографические координаты центра кратера 1°10′ с. ш. 0°22′ в. д. / 1,16° с. ш. 0,37° в. д., диаметр 6,1 км, глубина 1,27 км.
Кратер имеет чашеобразую форму и почти не затронут разрушением. Высота вала над окружающей местностью 220 м, объем кратера составляет приблизительно 9 км³. Альбедо кратера значительно выше чем у окружающей местности, что характерно для большинства молодых кратеров. С запада на восток кратер пересекает темная полоса.
По морфологическим признакам кратер относится к типу ALC (по названию типичного представителя этого класса — кратера Аль-Баттани C).
Кратер Брюс включен в список кратеров с яркой системой лучей Ассоциации лунной и планетарной астрономии (ALPO).

## Сателлитные кратеры
Отсутствуют.